# Tore Pedersen
Tore Pedersen (Noruega, 29 de septiembre de 1969) es un exfutbolista noruego que se desempeñaba como defensa.
Tore Pedersen jugó 47 veces para la selección de fútbol de Noruega entre 1990 y 1999.

## Trayectoria

### Clubes
| Club                | País       | Año         |
| ------------------- | ---------- | ----------- |
| Selbak TIF          | Noruega    | 1987        |
| Lillestrøm SK       | Noruega    | 1988        |
| Fredrikstad FK      | Noruega    | 1989        |
| IFK Göteborg        | Suecia     | 1990 - 1992 |
| SK Brann            | Noruega    | 1993        |
| Oldham Athletic AFC | Inglaterra | 1993 - 1994 |
| SK Brann            | Noruega    | 1994        |
| Sanfrecce Hiroshima | Japón      | 1994 - 1995 |
| SK Brann            | Noruega    | 1995        |
| FC St. Pauli        | Alemania   | 1995 - 1997 |
| Blackburn Rovers FC | Inglaterra | 1997 - 1998 |
| Eintracht Fráncfort | Alemania   | 1998 - 1999 |
| Wimbledon FC        | Inglaterra | 1999 - 2001 |
| Trosvik IF          | Noruega    | 2001        |
| Fredrikstad FK      | Noruega    | 2002 - 2003 |

### Selección nacional
| Selección | País    | Año         |
| --------- | ------- | ----------- |
| Absoluta  | Noruega | 1990 - 1999 |

## Estadística de equipo nacional
| Selección de fútbol de Noruega | Selección de fútbol de Noruega | Selección de fútbol de Noruega |
| Año                            | Part.                          | Goles                          |
| ------------------------------ | ------------------------------ | ------------------------------ |
| 1990                           | 5                              | 0                              |
| 1991                           | 8                              | 0                              |
| 1992                           | 10                             | 0                              |
| 1993                           | 10                             | 0                              |
| 1994                           | 5                              | 0                              |
| 1995                           | 1                              | 0                              |
| 1996                           | 1                              | 0                              |
| 1997                           | 4                              | 0                              |
| 1998                           | 0                              | 0                              |
| 1999                           | 3                              | 0                              |
| Total                          | 47                             | 0                              |